# Elsie Kühn-Leitz

Elsie Kühn-Leitz um 1940

Elsie Anna Grace Kühn-Leitz (* 22. Dezember 1903 in Wetzlar; † 5. August 1985 ebenda) war eine deutsche Juristin und Mäzenin. Kühn-Leitz war die Gründungspräsidentin der Vereinigung Deutsch-Französischer Gesellschaften für Europa und entstammt der in Wetzlar ansässigen Industriellenfamilie Leitz.

## Leben
Elsie Leitz kam als Tochter des Industriellen Ernst Leitz II zur Welt. Ihr Großvater, Ernst Leitz I, hatte die Optische Werke Ernst Leitz (Leica) in Wetzlar im Jahr 1869 gegründet, deren Leitung ihr Vater übernahm. Ihre Mutter verstarb, als sie selbst sechs Jahre alt war. Sie besuchte die Höhere Töchterschule in Wetzlar und die reformpädagogische Freie Schulgemeinde Wickersdorf. Da in Wickersdorf das Ablegen des Abiturs nicht möglich war, wechselte sie an die Oberrealschule in Berlin-Mariendorf und erlangte dort im Jahr 1921 das Abitur im Alter von 17 Jahren. 
Darauffolgend begann Elsie Leitz an der Johann Wolfgang Goethe-Universität Frankfurt am Main Volkswirtschaftslehre und Sprachen zu studieren. Sie wechselte an die Handelshochschule München und schloss ihr Studium mit 19 Jahren als Diplom-Kauffrau ab. Anschließend studierte sie an der Ludwig-Maximilians-Universität München sowie später an der Friedrich-Wilhelms-Universität Berlin Rechtswissenschaft. Das Rechtsreferendariat absolvierte sie am Oberlandesgericht Frankfurt am Main mit Stage am Amtsgericht Bad Vilbel.
An der Frankfurter Universität promovierte sie im Jahr 1936 „cum laude“ zur Dr. iur. mit einer Schrift Zur Frage der rechtsgeschäftlichen Mitgestaltung der ehelichen Lebensgemeinschaft durch die Ehegatten. Die Dissertation war bereits in den Jahren 1931/1932 entstanden. Ein Jahr zuvor, im Jahr 1935, hatte Leitz den promovierten Diplom-Volkswirt Kurt Kühn geheiratet. Aus der Ehe gingen die drei Kinder Knut († 2020), Cornelia und Karin hervor. Sie wurde im Jahr 1948 wieder geschieden.
In der Zeit des Nationalsozialismus betätigte sie sich wie ihr Vater als sogenannte Judenhelferin. Als ihre Aktivitäten öffentlich wurden, befragte sie die Gestapo und inhaftierte Kühn-Leitz schließlich wegen „übertriebener Humanität“ am 10. September 1943. Sie verbrachte die Haft im Frankfurter Polizeigefängnis in der Klapperfeldstraße und kam am 28. November 1943 wieder frei. Nach dem Zweiten Weltkrieg trat sie der CDU bei und begründete im Jahr 1945 die CDU Hessen mit.
Um das kulturelle Leben in ihrer Heimatstadt nach dem Ende des Zweiten Weltkrieges wieder aufzubauen, gründete Kühn-Leitz im Herbst 1945 die Wetzlarer Kulturgemeinschaft, die sie 30 Jahre lang prägte. Zur Förderung der Aussöhnung zwischen Deutschland und Frankreich gründete sie im Jahre 1957 die Vereinigung Deutsch-Französischer Gesellschaften für Europa (VDFG), deren Ehrenpräsidentin sie später wurde.
Sie pflegte Freundschaften mit Albert Schweitzer und Konrad Adenauer. So besuchte Kühn-Leitz im Juni 1959 Schweitzers Urwaldhospital in Lambaréné. Mit Adenauer sind allein 86 Briefe dokumentiert.
Darüber hinaus war sie im Jahr 1960 indirekt an der Entlassung von Belgisch-Kongo (heute Demokratische Republik Kongo) in die Unabhängigkeit beteiligt. Bereits 1959 hatte sie den späteren kongolesischen Ministerpräsidenten Patrice Lumumba auf einer Afrikareise kennengelernt. Im Frühjahr 1960, nach der berühmten „Konferenz am Runden Tisch“ in Brüssel, lud sie Lumumba und zwei seiner Parteikollegen nach Wetzlar ein, wo sie diese erfolgreich mit einigen staatlichen Stellen und wirtschaftlichen Größen der Bundesrepublik in Kontakt brachte.
Kühn-Leitz starb im Alter von 81 Jahren in ihrer Heimatstadt Wetzlar. Der Trauergottesdienst fand im Wetzlarer Dom statt.

## Auszeichnungen und Ehrungen
Elsie Kühn-Leitz wurde Ehrenbürgerin der Städte Avignon (1966) und Wetzlar (1979). Beide Städte haben inzwischen eine Straße nach ihrem Namen benannt. Darüber hinaus erhielt sie 1965 den Ordre des Palmes Académiques in der Offiziersstufe, 1970 die Aristide-Briand-Medaille, 1974 den Ehrenbrief des Landes Hessen und den Ehrenring der Stadt Wetzlar sowie 1984 das Große Verdienstkreuz des Verdienstordens der Bundesrepublik Deutschland und die Goethe-Plakette des Landes Hessen verliehen.

## Würdigung
Seit dem Jahr 1986 verleiht die VDFG in Erinnerung an ihre Gründungspräsidentin den Elsie-Kühn-Leitz-Preis für Verdienste um die deutsch-französischen Beziehungen und die europäische Einigung.